# Stamata Revithi
Stamata Revithi (en griego: Σταμάτα Ρεβίθη; 1866 - después de 1896) fue una mujer griega que corrió el maratón de 40 km durante los Juegos Olímpicos de 1896. Los Juegos excluyeron a las mujeres de la competición, pero Revithi insistió en que se le permitiera participar. Revithi corrió un día después de que los hombres hubieran completado la carrera oficial. A pesar de que acabó el maratón en aproximadamente 5 horas y 30 minutos y encontró testigos para firmar sus nombres y verificar el tiempo logrado, no se le permitió entrar al Estadio Panathinaikó al final de la carrera. Tenía la intención de presentar su documentación al Comité Olímpico Helénico con la esperanza de que reconocieran su hito, pero no se sabe si lo hizo. No hay ninguna información conocida que haya sobrevivido sobre la vida de Revathi después de su participación.
De acuerdo con fuentes de la época, una segunda mujer, «Melpòmene», también corrió la carrera del maratón de 1896. Hay un debate entre los historiadores olímpicos en cuanto a si Revithi y Melpòmene son la misma persona o no.

## Elementos biográficos

### Antes de los Juegos Olímpicos de 1896

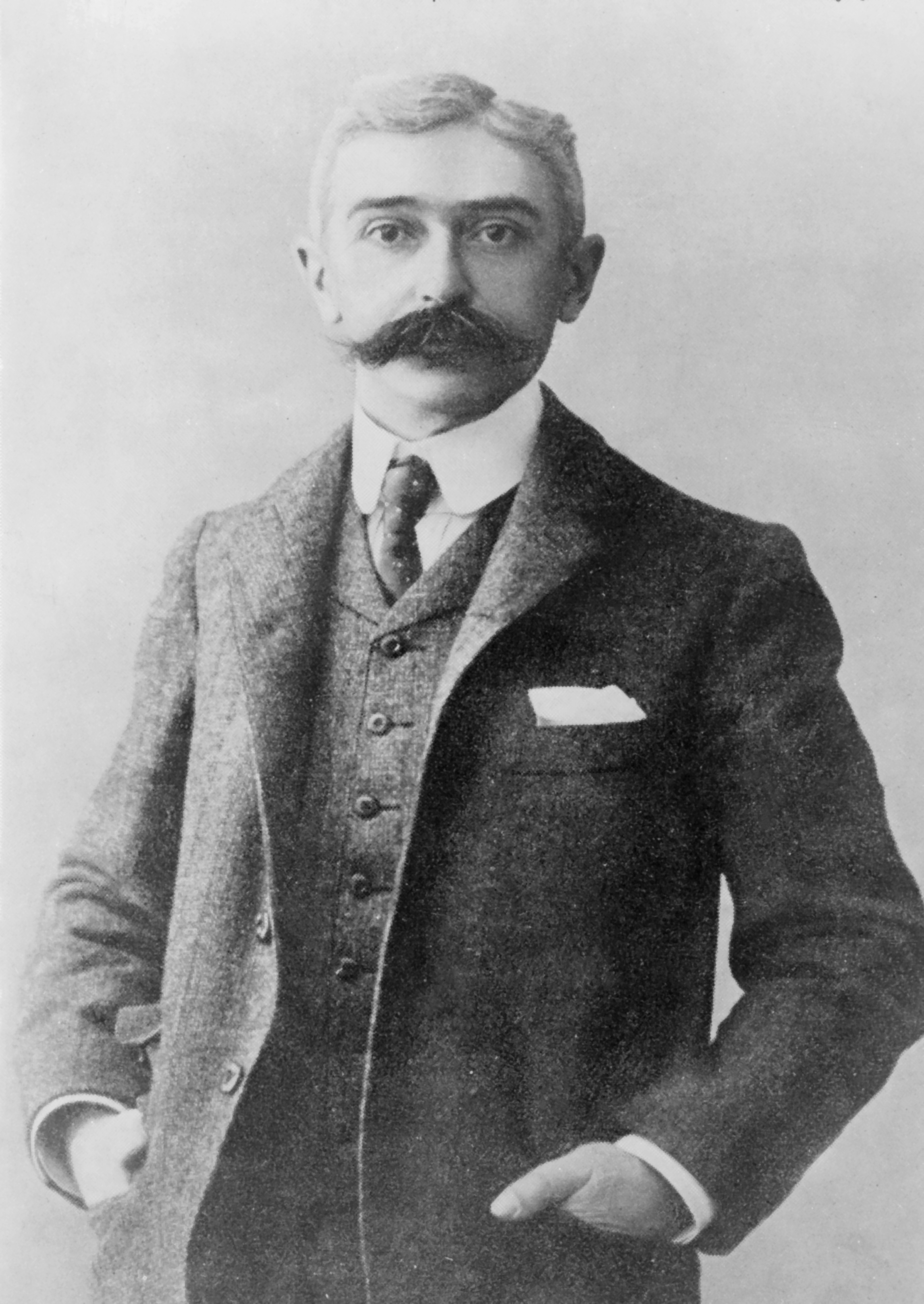
Coubertin creía «que el contacto con atletas mujeres es doliendo para el atleta hombre, y que estas atletas tienen que ser excluidas del programa olímpico»

Stamata Revithi nació en Siros en 1866. Los registros de su vida a partir de 1896 muestran que ella vivía en la pobreza en El Pireo en 1896. En este momento ella había dado luz a dos hijos; un hijo que murió en 1895 a la edad de siete años, y otro niño que tenía diecisiete meses de edad en el momento de los Juegos Olímpicos de 1896. Según el historiador olímpico Athanasios Tarasouleas, Revithi, que era rubia y delgada, con grandes ojos, y parecía mucho más grande que su edad.[2]
Revithi creía que podía obtener un trabajo en Atenas, que se encontraba a una distancia de 9 km desde su casa. Su viaje tuvo lugar varios días antes del maratón olímpico, una carrera especial de 40 km inventada como parte del programa de atletismo, que se basaba en la idea de Michel Bréal de una carrera desde la ciudad de Maratón hasta Pnyx. Bréal tomó la inspiración de Filípides, quien, según la leyenda, corrió la distancia de Maratón a Atenas para anunciar la victoria griega sobre Persia en la batalla de Maratón, y que murió inmediatamente después de dar su mensaje.[4][5] De camino hacia Atenas, Revithi encontró a un corredor masculino a lo largo de la carretera. Él le dio dinero y le aconsejó de correr el maratón para hacerse famosa y, en consecuencia, ganar dinero o encontrar más fácilmente un trabajo.[Nota 1] Después de esta conversación, Revithi decidió correr la carrera pues ya había participado en carreras de larga distancia de joven y creía que podía vencer a los competidores masculinos.[2][9]
Los Juegos Olímpicos de 1896 fueron los primeros que tuvieron lugar en la era moderna y fue el acontecimiento deportivo internacional más importante que Grecia había acogido nunca.[Nota 2] Las reglas de los juegos, en general, excluían a las mujeres de la competición. Bajo la doble influencia de que las mujeres de la época victoriana eran consideradas inferiores a los hombres,[11][12] y su admiración por los antiguos Juegos Olímpicos, cuando sólo los hombres podían participar en los acontecimientos, el Barón Pierre de Coubertin, el iniciador de los Juegos Olímpicos modernos, no estaba a favor de la participación de las mujeres en los Juegos Olímpicos o en los deportes en general. Creía que el mayor logro de una mujer sería alentar a sus hijos a ser distinguidos en el deporte y aplaudir el esfuerzo de los hombres.[6][13]

### El maratón de 1896
Revithi llegó a la localidad de la carrera, el pequeño pueblo de Maratón, el jueves 9 de abril (28 de marzo calendario actual), donde los atletas ya se habían reunido para la carrera del día siguiente. Su presencia atrajo la atención de los periodistas y fue recibida calurosamente por el alcalde de Maratón, que la albergó en su casa . Respondió a las preguntas de los periodistas y fue aguda cuando un corredor masculino de Chalandri, tomándole el pelo, le dijo que cuando ella entrara al estadio las multitudes ya habrían marchado. Revithi le replicó que él no tendría que insultar a las mujeres, puesto que los atletas masculinos griegos ya habían sido humillados por los americanos.[Nota 3][2]

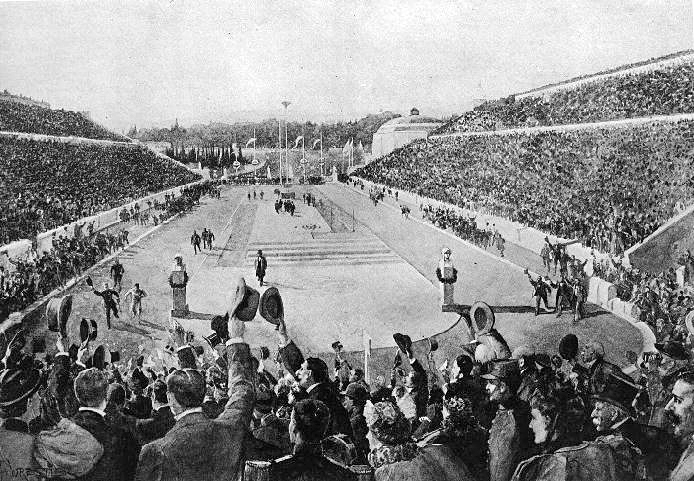
Spiridon Louis entra al Estadio Panathinaikó al final del maratón. Sólo 9 de los 17 corredores masculinos acabó el maratón, un día antes de la carrera de Revathi

Antes del inicio de la carrera en la mañana del viernes 10 de abril (29 de marzo), el viejo sacerdote de Maratón, Ioannis Veliotis, ofreció una oración a los atletas en la iglesia de San Juan. Veliotis, pero se negó a bendecir a Revithi porque no era una atleta reconocida oficialmente. El comité organizador le negó en última instancia asu participación en la carrera; oficialmente fue rechazada debido a que la fecha tope para la participación había expirado. Sin embargo, historiadores olímpicos como David Martin y Roger Gynn señalan que el problema real era su género.[Nota 4] De acuerdo con Tarasouleas, los organizadores le prometieron que podría competir con un equipo de mujeres estatunidenques en otra carrera en Atenas, la qualcnunca se celebró.[16][17]
A las 8 h de la mañana siguiente, Revithi corrió el maratón por su cuenta. Antes de empezar, el maestro, el alcalde y el juez de la ciudad le firmaron una declaración que atestiguaba la hora de salida de la localidad. Ella corrió la carrera a un ritmo constante y llegó a Paradigmata (el lugar donde actualmente se encuentra el Hospital Evangélico, cerca del Hilton Athens) a las 13.30 h (5 horas y media),[Nota 5][16][18][19] pero se le permitió entrar al estadio Panathinaikó; unos oficiales militares griegos la pararon la Parapigmata, y ella les pidió que le hicieran un informe escrito a mano para certificar la hora de llegada en Atenas.[17]
Al termonar, declaró a los periodistas que quería conocer a Timoleon Filimon (el secretario general del Comité Olímpico Helénico) para presentar su caso. Los historiadores creen que tenía la intención de presentar sus documentos al Comité Olímpico Helénico con la esperanza de que reconocieran su logro. No se han descubierto ni sus informes ni los documentos del Comité Olímpico Helénico que lo pudieran corroborar.[18]

### Consecuencias
No hay ninguna información de la vida de Revithi después del maratón. Aunque algunos diarios publicaron artículos sobre su historia en el maratón, estos informes no dan seguimiento de su vida después de la carrera. No se sabe si se reunió con Filimon o si alguna vez encontró un trabajo.[2][20] Cómo ha indicado Tarasouleas, «Stamata Revithi se perdió en el polvo de la historia».[16]
Violet Piercy, del Reino Unido, fue la primera mujer a completar una carrera de maratón cronometrado oficialmente: registró un tiempo de 3 horas y 40 minutos en una carrera británica, el 3 de octubre de 1926.[21]
Finalmente se permitió a las mujeres correr el maratón olímpico en los Juegos Olímpicos de verano de 1984, donde la estatunidense Joan Benoit ganó la carrera inaugural con un tiempo de 2 horas y 24 minutos.

## Melpòmene

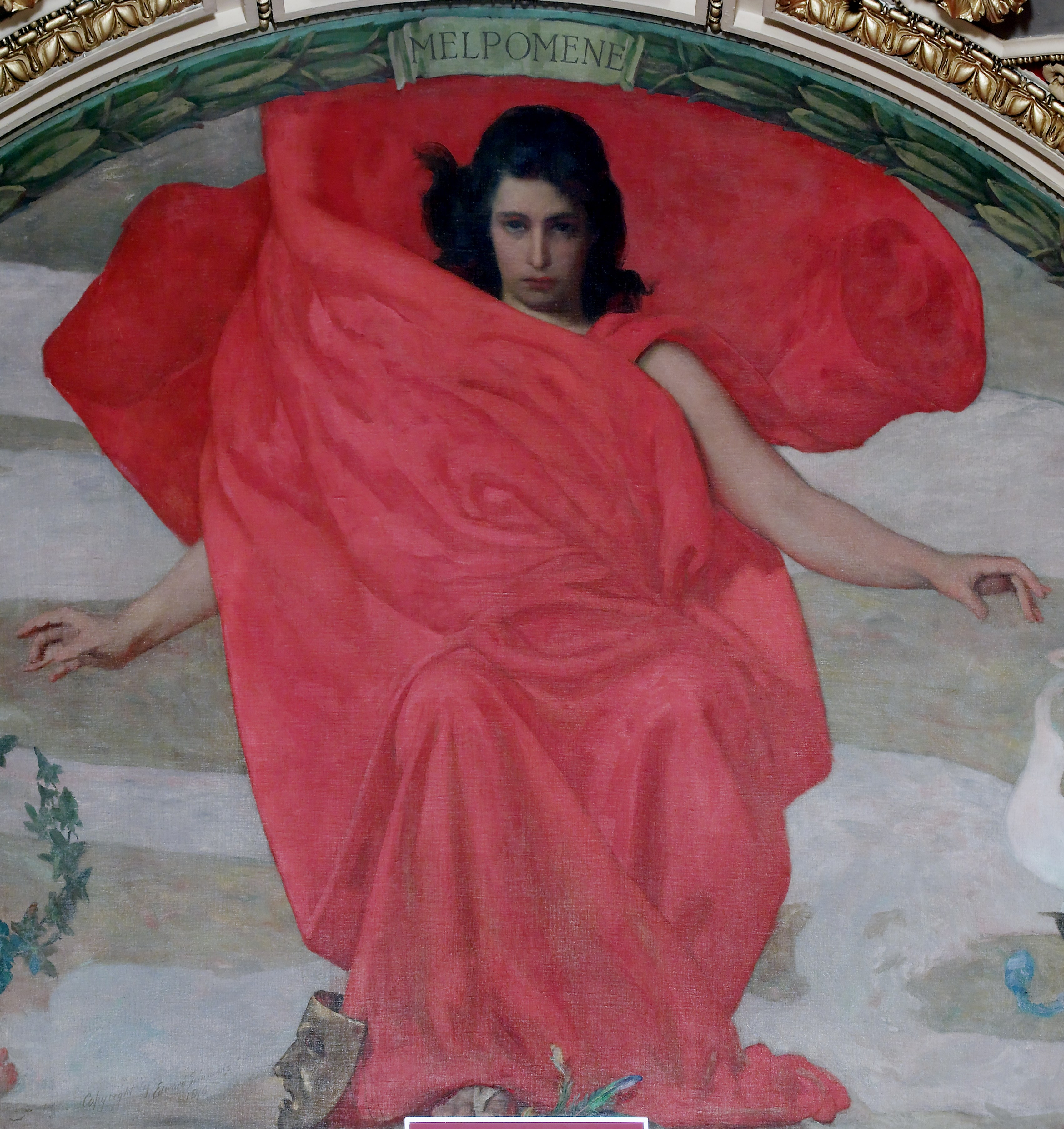
Pintura de la musa Melpòmene por Edward Simmons, 1891; Edificio Thomas Jefferson, (Washington, DC)Según ciertos historiadores olímpicos modernos y periodistas, Melpòmene y Revithi son la misma persona, y atribuyeron a la mujer griega el nombre de la musa

Al 14 de marzo de 1896, un diario en lengua francesa en Atenas (el Messager de Athènes) publicó un artículo con el título Una mujer en la carrera de Maratón que decía «Se habla de una mujer que se inscribió para participar en la carrera de Maratón. la carrera de entrenamiento que hizo a solas el jueves, tardó cuatro horas y media al recorrer la distancia (42 km) que separa Maratón de Atenas. Ella sólo se paró diez minutos a medio camino para chupar algunas naranjas. Es una mujer de pueblo con disparos pronunciados con un temperamento seco y nervioso.»[23]
Más tarde este año, Franz Kémény, uno de los fundadores del Comité Olímpico Internacional y miembro de Hungría, escribió en alemán que, «de hecho, una señora, la señorita Melpòmene, completó el maratón de 40 km en 4 horas y media y solicitó la entrada a la competición de los Juegos Olímpicos. Esto fue informado y denegado por la comisión.»[8]
La publicación del Messager de Athènes se desvaneció en la oscuridad durante unos 30 años antes de que se volviera a reavivar en 1927 en una edición de Der Leichtathletik.[24]
El historiador olímpico Karl Lennartz sostiene que dos mujeres corrieron el maratón de 1896, y que el nombre «Melpòmene» fue confirmado por Kémény y Alfréd Hajós, el dos veces campeón olímpico de natación de 1896.[Nota 6] Lennartz a hizo esta reseña: una mujer joven llamada Melpòmene quería correr la carrera y completó la distancia en 4 horas y media a finales de febrero o principios de marzo, [24] pero el comité organizador no permitió que corriera el maratón, y el diario Akropolis criticó al comité por su decisión.[Nota 7] El maratón olímpico tuvo lugar el 10 de abril (29 de marzo) de 1896, y otra corredora femenina, Stamata Revithi, tardó 5 horas y media para completar la carrera del 11 de abril (30 de marzo) de 1896. Los diarios Asti, New Aristophanes y Atlantida informaron de este hecho el 12 de abril (31 de marzo) de 1896.[Nota 8][27]
Sin embargo, Tarasouleas sostiene que no hay informes de prensa contemporáneos de los diarios griegos que mencionen Melpòmene por su nombre, mientras que el nombre de Revithi aparece muchas veces [Nota 9][18][19]
Tarasouleas sugiere que Melpòmene y Revithi son la misma persona, y Martin y Green argumentan que «una historia contemporánea referida a Revithi como una conocida corredora de maratón podría explicar que la mujer de la carrera anterior de este maratón podía ser la misma Revithi, no Melpòmene.»[18][19]
El diario de Atenas Estia del 4 de abril (23 de marzo) de 1896 se refiere a «la extraña mujer que, después de haber corrido hace unos días el Maratón como entrenamiento, tiene la intención de competir el día después de la carrera. Hoy ella vino a nuestras oficinas y dijo que si mis zapatos me obstaculizan, me los sacaré por el camino y continuaré con los pies descalzos.» Por otro lado, Tarasouleas señala que el 13 de marzo (1 de marzo) de 1896, otro diario local indicó que una mujer y su bebé se habían inscrito para correr el maratón, pero de nuevo su nombre no se menciona.
Tratando de resolver el misterio, Tarasouleas afirma que «quizás Revithi tenía dos nombres, o quizás por razones desconocidas se le atribuye el nombre de la musa Melpòmene.»[Nota 10][29][30]